# Toyah
Toyah var ett brittiskt new wave-band bildat 1977 med Toyah Willcox som frontfigur. Med Willcox färgstarka image hade man en slående visuell framtoning. Övriga medlemmar skiftade, den enda utöver Willcox som var med genom hela karriären var gitarristen Joel Bogen. 
Gruppen fick skivkontrakt med independentbolaget Safari Records i slutet av 1970-talet och debuterade med Sheep Farming in Barnet, ett minialbum med sex låtar som senare återutgavs utökat till ett fullängdsalbum. Efter några mindre framgångar med andra albumet The Blue Meaning och livealbumet Toyah Toyah Toyah fick gruppen sitt stora genombrott 1981 med hitsinglarna "It's a Mystery" och "I Want to Be Free" och albumet Anthem som gick upp på brittiska albumlistans andra plats. Gruppens musik var nu en blandning av deras ursprung i punkrock och mer lättsam popmusik. Efter den mörkare uppföljaren The Changeling (1982) började gruppens popularitet avta och Toyah Willcox övergick till en solokarriär som sångerska och skådespelare.

## Diskografi
Album
- 1979 – Sheep Farming in Barnet
- 1980 – The Blue Meaning
- 1981 – Toyah Toyah Toyah
- 1981 – Anthem
- 1982 – The Changeling
- 1982 – Warrior Rock: Toyah on Tour
- 1983 – Love is the Law

Singlar och EP
- "Victims of the Riddle", 1979
- "Bird in Flight"/"Tribal Look", 1980
- "Ieya", 1980
- "Danced" (Live), 1980
- "Four From Toyah" EP, 1981 (UK Singles Chart: #4)
- "I Want to Be Free", 1981 (UK #8)
- "Thunder In the Mountains", 1981 (UK #4)
- "Four More From Toyah" EP, 1981 (UK #14)
- "Brave New World", 1982 (UK #21)
- "Ieya" (ny version), 1982 (UK #40)
- "Be Proud Be Loud (Be Heard)", 1982 (UK #30)
- "Rebel Run", 1983 (UK #24)
- "The Vow", 1983 (UK #50)